# Telfairia occidentalis

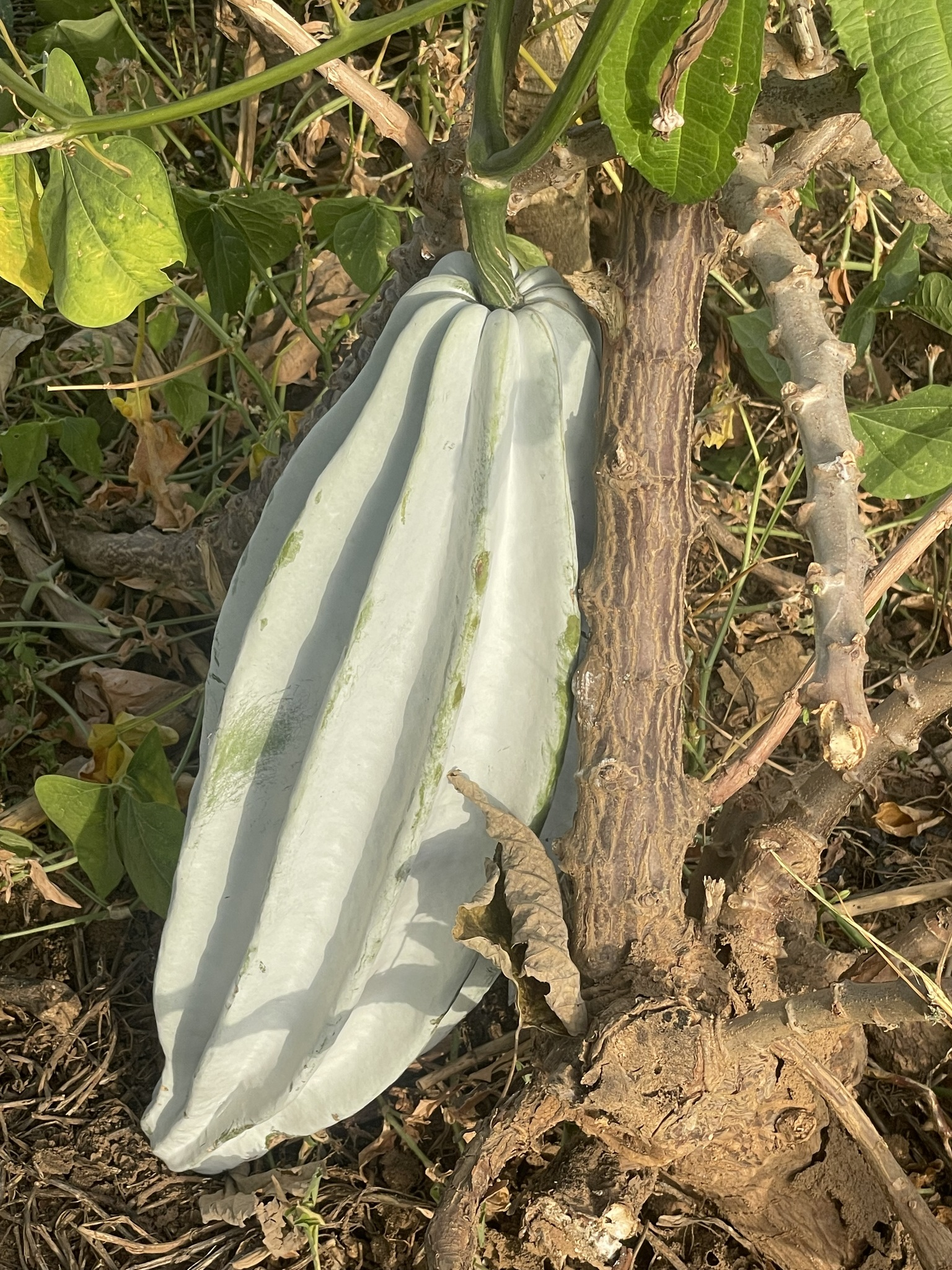
Frucht

Telfairia occidentalis ist eine Nutzpflanze aus dem tropischen Westafrika und ist eine Art aus der Familie der Kürbisgewächse (Cucurbitaceae). Genutzt werden vor allem die Samen aber auch die junge Sprossen und Blätter als Gemüse.

## Merkmale

### Vegetative Merkmale
Die Art bildet bis 15–20 Meter lange, ausdauernde und meistens zweihäusige, diözische Lianen mit zweiteiligen Ranken. Selten treten monözische Pflanzen auf.
Die schraubig angeordneten und zusammengesetzt hand- oder fußförmigen Laubblätter sind langstielig, mit bis zu 5 Blättchen. Der Blattstiel ist bis zu 10–15 Zentimeter lang. Die gestielten und entfernt gezähnten, spitzen oder bespitzten bis geschwänzten Blättchen sind bis 15–19 Zentimeter lang. Die oberseits eingeprägte Nervatur ist dreizählig. Die Nebenblätter fehlen.
Es sind kleine (Probrakteen, Probracts) vorhanden.

### Generative Merkmale
Die männlichen Blüten stehen in achselständigen und langstieligen, kurzen Trauben, mit an der Basis des Blütenstandsstils einer einzelnen lang gestielten Blüte die zuerst blüht, die größeren weiblichen Blüten erscheinen einzeln. Die fünfzähligen und gestielten, glockenförmigen, eingeschlechtlichen Blüten mit doppelter Blütenhülle sind weißlich mit violett-rötlichem Zentrum, Schlund. Die dreieckigen Kelchzipfel sind klein und am Rand gesägt, die verkehrt-eiförmigen, feinhaarigen sowie geaderten Kronblätter sind am Rand fransig. Die männliche Blüten besitzen 5 oder 3 ungleiche, kurze Staubblätter, bei 5 sind 4 paarig verwachsen, sind diese 4 komplett verwachsen dann sind nur noch 3 Staubblätter vorhanden. Der Fruchtknoten der weiblichen Blüten ist dreikammerig und unterständig, im kleinen Blütenbecher, mit einem kurzen Griffel mit großer, gelappter Narbe.
Die sehr große, vielsamige Frucht, eine Beere (Panzerbeere, Scheinfrucht) ist grünlich und eiförmig bis ellipsoid und wird 40–100 Zentimeter lang sowie bis über 6 kg (bis 50 kg) schwer. Zur Reife ist sie mit einem weißen Wachsüberzug „bereift“. Sie trägt zehn breite Rippen, weshalb sie auch den englischen Trivialnamen Fluted pumpkin (Riffelkürbis) trägt. Die meist vielen (6 bis 200) Samen sind dunkel- bis hellbraun, eiförmig bis rundlich, abgeflacht, glatt und bis zu 4–5 Zentimeter groß. Eine netzartige, hellbraune und poröse Endokarp-Schicht hüllt die Samen ein. Die Samen enthalten bis zu 20–25 % Protein und 40–50 % Fett und sie schmecken nach Mandeln.
Die Samen sind empfindlich gegen Austrocknung. Ein Same produziert mehrere Sprosse, sodass aus einem Samen bis zu vier Setzlinge gewonnen werden können.
Die Chromosomenzahl beträgt 2n = 22 oder 24.

## Verbreitung und Standorte
Die Art ist im tropischen Westafrika beheimatet und kommt im Kongobecken östlich bis nach Uganda vor. Es sind jedoch keine Wildvorkommen bekannt. Besonders in Nigeria, Ghana, Benin, Kamerun und Sierra Leone, aber auch anderen Staaten der Region wird sie kultiviert. Als Sommergemüse wird sie auch in Florida angebaut.

## Nutzung und Anbau

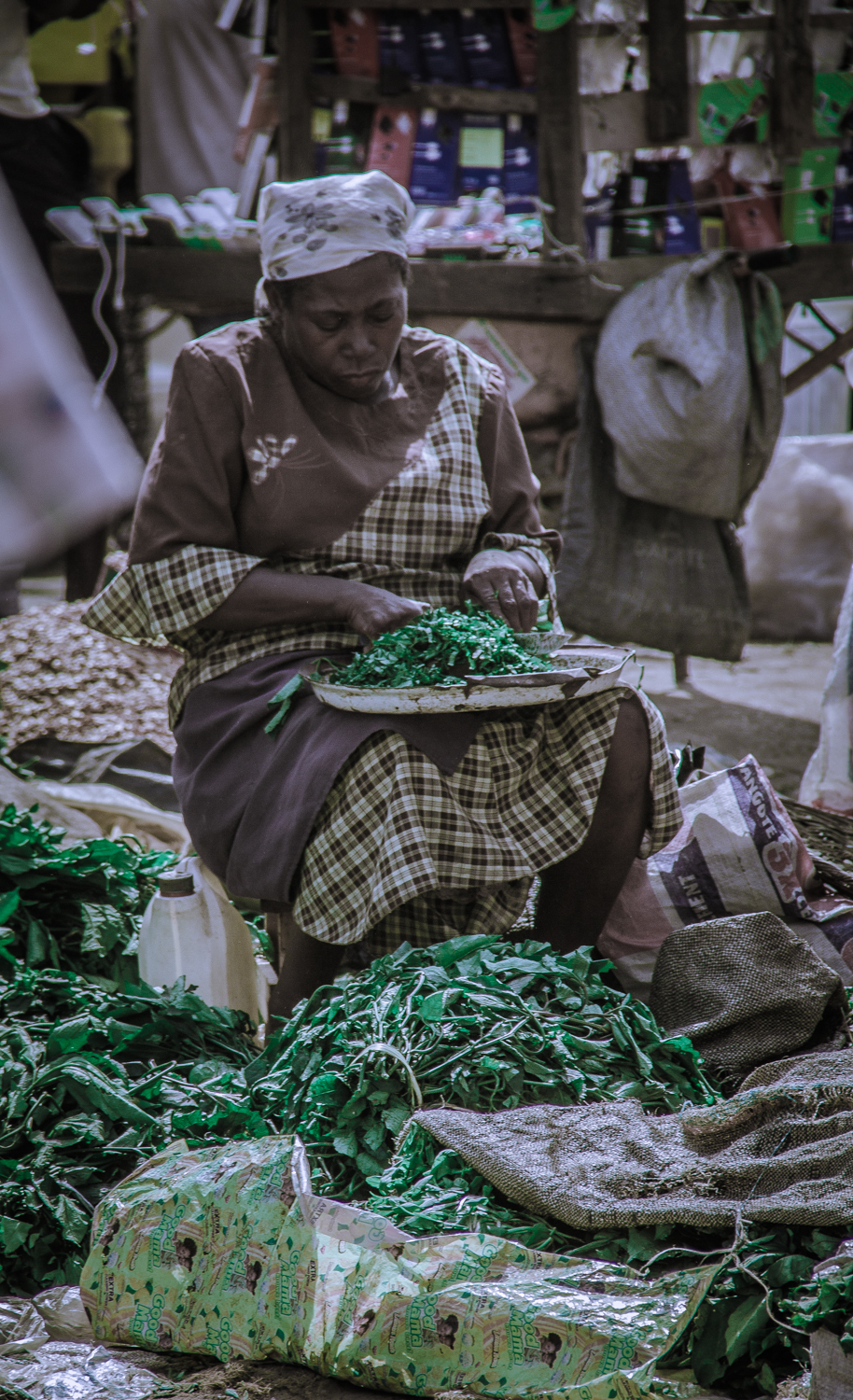
Vorbereitung der Blätter als Suppenkraut in Nigeria

Die Lianen werden an Stützen gebunden oder wachsen am Boden. Obwohl die Pflanze ausdauernd ist, wird sie als einjährige Frucht kultiviert. In Nigeria ist besonders Phosphor-Düngung von Bedeutung für die Ertragssteigerung. Sie wachsen am besten während der Regenzeit von April bis Oktober, mit Bewässerung kann die Wachstumsperiode in die Trockenzeit hinein verlängert werden.
Werden die Pflanzen für die Gemüsenutzung der vegetativen Teile gezogen, so werden die jungen Früchte von den Pflanzen entfernt. Weibliche Pflanzen sind dabei produktiver. Häufiges Abernten der jungen Sprosse erhöht die Verzweigung, in der fünfmonatigen Erntesaison kann bis zu 15 mal geerntet werden. Bei der Samenproduktion werden die Früchte kurz vor Vollreife geerntet.
Die Vermehrung erfolgt über Samen oder über Stecklinge. Die erste Ernte erfolgt rund drei Monate nach der Aussaat.
Die Samen werden gekocht wie Bohnen gegessen oder zu Mehl verarbeitet, junge Samen werden auch fermentiert. Auch kann ein Speiseöl aus ihnen gewonnen werden.
Die Blätter werden als Suppenkraut verwendet, junge Triebe als Gemüse. Stängelfasern werden zu Schwämmen verarbeitet.
In Nigeria haben sich Blätter und Früchte zu einem wichtigen regionalen Handelsgut entwickelt, das über Distanzen von bis zu 300 Kilometer gehandelt wird. Hier wird die Pflanze inzwischen auch in der Savanne angebaut.